# Semitono (impresión)

A la izquierda: punteado de semitono. A la derecha: lo que la visión humana vería a una distancia suficiente.

Los semitonos (en inglés halftone) son una técnica reprográfica que simula imágenes con tonos continuos mediante el uso de puntos en una trama, variando tanto el tamaño como el espaciado, generando así un efecto degradado. Un semitono también se puede usar para referirse específicamente a la imagen que se crea con este proceso.
Mientras imágenes con tonos continuos contienen una gama infinita de colores o grises, el proceso de los semitonos reduce estas reproducciones visuales a una imagen binaria que se imprime con un solo color de tinta. Esta reproducción binaria se basa en una ilusión óptica, en donde esos pequeños puntos son mezclados en tonos suavizados por el ojo humano. A nivel microscópico, las películas fotográficas en blanco y negro también contienen sólo dos tonos, y no una gama infinita de tonos continuos.
Igual que la fotografía en color desarrollada con la inclusión de filtros y capas de película, la impresión en color se hace posible repitiendo el proceso de semitonos para cada color sustractivo, lo que se conoce más comúnmente como el modelo de color CMYK. La propiedad de semi-opacidad de la tinta permite que los puntos de semitono de diferentes colores creen otra imagen con efecto a todo color.

## Historia
La idea de la impresión con semitonos es acreditada a William Fox Talbot. En los primeros años de la década del 1830, sugirió utilizar tramas o velos fotográficos conectados con un proceso fotográfico de grabado de relieve
Varios tipos de velos se fueron proponiendo a lo largo de las siguientes décadas. Uno de los intentos más conocidos fue de Stephen H. Horgan mientras trabajaba para el New York Daily Graphic. La primera fotografía impresa fue una imagen del Steinway Hall en Manhattan, publicada el 2 de diciembre de 1873. Después, el Graphic publicó la "primera reproducción de una fotografía con una gama tonal completa en un diario" en 4 de marzo de 1880, bajo el título de "A Scene in Shantytown" (en castellano, "Una escena en un barrio de chabolas") con una trama tosca de semitonos.
El primer método comercial realmente exitoso fue patentado por Frederic Ives de Filadelfia en 1881.  Aunque él encontró la manera de romper la imagen en varios puntos de tamaños variables, no utilizó ningún velo. En 1882, el alemán Georg Meisenbach patentó un proceso de semitonos en Inglaterra. Su invención estaba basada en las ideas previas de Berchtold y Swan. Utilizó tramas de una sola línea que eran transformadas durante la exposición para producir efectos de cruce de líneas. Él fue el primero en conseguir éxito comercial con semitonos en relieve.
Poco después, Ives, esta vez en colaboración con Louis y Max Levy, mejoraron el proceso con la invención y producción comercial de tramas de calidad de cruce de líneas.
El proceso de los semitonos de relieve fue casi inmediatamente un éxito. El uso de muchos semitonos en periódicos populares se volvió regular durante los inicios de la década de 1890.
El desarrollo de métodos de impresión de semitonos para litografías parece que siguió un camino independiente. En los 1860 's, A. Hoen & Co. Se centraron en métodos que permitieran a los artistas la manipulación de los tonos de las piedras de impresión trabajadas a mano. Hacia la década de 1880, Hoen estaba trabajando en métodos de semitonos que pudieran ser utilizados en conjunción con piedras trabajadas a mano o fotolitogràfiques.